# Пігальов Петро Пилипович
Петро Пилипович Пігальов (1911, село Пріютово, тепер Пестречинського району Татарстану, Російська Федерація — 15 квітня 1975, місто Москва) — радянський партійний діяч, 1-й заступник завідувача відділу партійних органів ЦК КПРС по союзних республіках, 1-й заступник завідувача відділу організаційно-партійної роботи ЦК КПРС, завідувач відділу з питань роботи Рад Президії Верховної ради СРСР. Член Центральної Ревізійної Комісії КПРС у 1961—1975 роках.

## Життєпис
Народився в селянській родині. Трудову діяльність розпочав у 1926 році токарем Черемховського механічного заводу.
Член ВКП(б) з 1931 року.
У 1932 закінчив Іркутський комуністичний університет.
У 1932—1937 роках — на комсомольській роботі.
У 1937—1939 роках — директор сільськогосподарського технікуму.
З 1939 року — на партійній роботі.
У 1940—1941 роках — секретар Черемховського міського комітету ВКП(б) Іркутської області.
У 1941—1943 роках — завідувач відділу Іркутського обласного комітету ВКП(б).
У 1943—1947 роках — в апараті ЦК ВКП(б).
У 1947 — січні 1950 року — 2-й секретар Молотовського обласного комітету ВКП(б).
У 1950—1951 роках — слухач Вищої партійної школи при ЦК ВКП(б).
У 1951—1954 роках — інспектор ЦК ВКП(б) (КПРС).
У 1954—1957 роках — завідувач сектора, в 1957—1961 роках — заступник, у 1961—1965 роках — 1-й заступник завідувача відділу партійних органів ЦК КПРС по союзних республіках. У 1965—1966 роках — 1-й заступник завідувача відділу організаційно-партійної роботи ЦК КПРС.
У травні 1966 — квітні 1974 року — завідувач відділу з питань роботи Рад Президії Верховної ради СРСР.
З квітня 1974 року — персональний пенсіонер союзного значення в Москві.
Помер 15 квітня 1975 року після важкої, тривалої хвороби. Похований на Новодівочому цвинтарі Москви.

## Нагороди і звання
- орден Жовтневої Революції
- орден Вітчизняної війни ІІ ст.
- орден Трудового Червоного Прапора
- орден «Знак Пошани»
- медалі